# インド化
インド化（インドか）ないしインディアナイゼーション (Indianisation)はイギリス統治時代後期のインド（イギリス領インド帝国）で導入された政策。かつてヨーロッパ人だけが占めていた高位の官職に、インド人官吏を昇進させた。
インド警察では、インド人警察官をより高い階級につけるために副警視という階級が新設された。
インド軍では、一部の大隊がインド化のために選抜された。これらの大隊ではイギリス軍にならった再編成が行われ、全ての階級の将校が、国王任命インド人士官となり、副王任命士官がインド人准士官に置き換えられた。
インディアナイゼーションは1920年代に開始されたが、第二次世界大戦の勃発により、一握りの軍部隊がインド化されただけで中止された。この流れは逆行することはなく、1947年にインドが独立すると、インド人将校は上級職に任命され始めた。